# Бездольный, Борис Сергеевич
Борис Сергеевич Бездольный (род. 1 апреля 1997, Кропоткин, Краснодарский край) — российский легкоатлет (метание копья). Мастер спорта России международного класса (2024).
Занимался в детско-юношеской спортивной школе «Юность» в городе Кропоткин. Его первым тренером стал Владимир Горяинов, а с 18 лет занимался у Александра Синицына.
Впервые призёром чемпионата России стал в 2019 году, завоевав бронзовую медаль. Серебряный призёр чемпионата России 2021 года. Трижды становился чемпионом России в метании копья (2022, 2023, 2024).
В 2022 году добивался побед на Всероссийской Спартакиаде и Кубке России. Победитель Игр БРИКС 2024 года, которые прошли в городе Казань.
Учился в Кубанском государственном университете физической культуры, спорта и туризма.